# Kurt Beutler (Pädagoge)

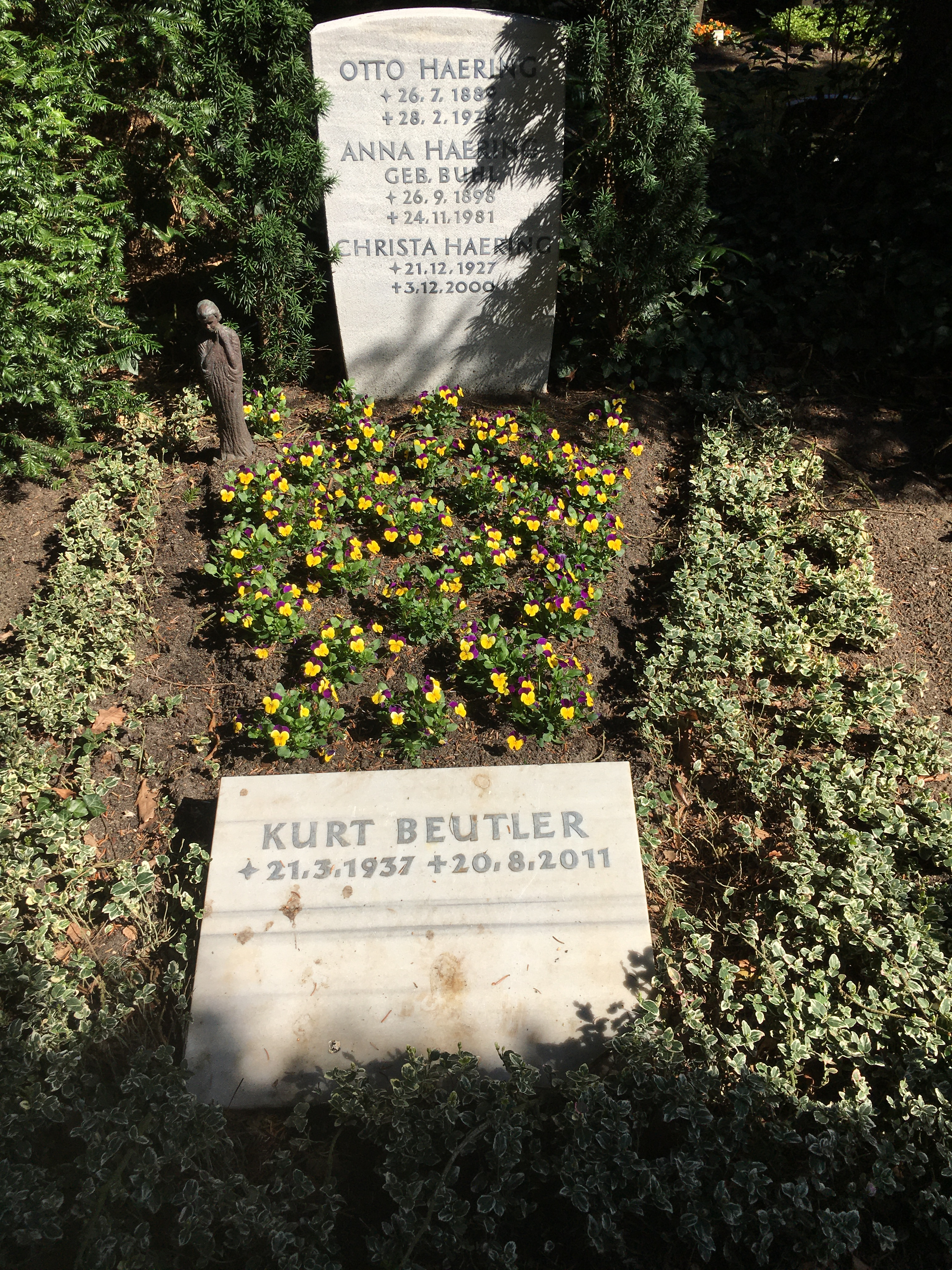
Kissenstein für Kurt Beutler auf dem Friedhof Ohlsdorf

Kurt Beutler (* 21. März 1937 in Stuttgart; † 20. August 2011 in Hannover) war ein deutscher Pädagoge.
Von 1978 bis zu seiner Emeritierung 2002 war er als Professor für Erziehungswissenschaft an der Leibniz Universität Hannover tätig und war von 1992 bis 2003 Herausgeber des Jahrbuchs für Pädagogik, das in dem von ihm mitgegründeten "Oedelsheimer Kreis" von kritischen bundesdeutschen Erziehungswissenschaftlern konzipiert wurde.
Seine letzte Ruhestätte fand Kurt Beutler auf dem Hamburger Friedhof Ohlsdorf im Planquadrat AG 9 nördlich von Kapelle 8.

## Schriften (Auswahl)
- Pädagogik und Ethik, Stuttgart : Reclam, 1996
- Auschwitz und die Pädagogik, Frankfurt am Main : Lang, 1995
- Geisteswissenschaftliche Pädagogik zwischen Politisierung und Militarisierung – Erich Weniger, Frankfurt am Main : Lang, 1995
- Friedrich Paulsen und der "Fall" Leo Arons : Dokumente zur Diskussion um die "Freiheit von Forschung und Lehre" nach der Aufhebung des Sozialistengesetzes (1890), Hannover : Hermann Schroedel Verlag, 1977.
- Erich Kästner, Marburg, 1966
- Die konservative Pädagogik und ihr Verhältnis zur Politik : Prof. Wolfgang Abendroth zu s. 60. Geburtstag am 2. Mai gewidmet, Köln : Pahl-Rugenstein, 1966
- Jahrbuch für Pädagogik, Frankfurt/M. : Lang, ab 1992